# Siegfried Saloman

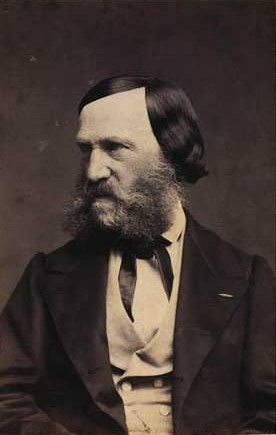
Siegfried Saloman

Siegfried Saloman (eigentlich Siegfried Salomon, * 2. Oktober 1816 in Tønder; † 22. Juli 1899 in Dalarö bei Stockholm) war ein dänischer Komponist und Violinist.

## Leben
Saloman studierte unter anderem bei J.P.E. Hartmann in Kopenhagen. 1838 ging er nach Dessau und 1841 nach Dresden, wo er Schüler von Karol Lipiński war. Seit 1847 reiste er als Violinvirtuose, seit 1850 trat er gemeinsam mit seiner künftigen Frau Henriette Nissen auf, die er 1852 in Berlin heiratete. 1859 ließ er sich als Komponist in Sankt Petersburg nieder, wo seine Frau eine Gesangschule leitete. Nach dem Tod seiner Frau 1879 lebte er in Stockholm.
Er komponierte sieben Opern, mehrere Ouvertüren, Violinstücke und zahlreiche Lieder, die er vorwiegend für seine Frau schrieb.

## Werke
- Tordenskjold i Dynekilen, Oper (UA 1844)
- De skandinaviske Brødre, Schauspielmusik (UA 1844)
- Diamantkorset (deutsch: Das Diamant(en)kreuz), Oper (UA 1847)
- Das Korps der Rache, komische Oper (UA 1850)
- Karpathernes Rose, Oper (UA 1867)
- Flyktningen Frȧn Estrella, Oper
- I Bretagne, Oper
- Led ved Lifvet, Oper